# ARF5
El factor 5 de ribosilación de ADP es una proteína que en humanos está codificada por el gen ARF5 .
El factor de ribosilación de ADP 5 (ARF5) es un miembro de la familia de genes humanos ARF. Estos genes codifican pequeñas proteínas de unión a nucleótidos de guanina que estimulan la actividad ADP-ribosiltransferasa de la toxina del cólera y juegan un papel en el tráfico vesicular y como activadores de la fosfolipasa D. Los productos génicos incluyen 6 proteínas ARF y 11 proteínas similares a ARF y constituyen 1 familia. de la superfamilia RAS. Las proteínas ARF se clasifican en clase I (ARF1, ARF2 y ARF3), clase II (ARF4 y ARF5) y clase III (ARF6). Los miembros de cada clase comparten una organización genética común. El gen ARF5 abarca aproximadamente 3,2 kb de ADN genómico y contiene seis exones y cinco intrones.

## Interacciones
Se ha demostrado que ARF5 interactúa con ARFIP2 .